# Criorhina spinitarsis
Criorhina spinitarsis är en tvåvingeart som beskrevs av Charles Howard Curran 1929. Criorhina spinitarsis ingår i släktet pälsblomflugor, och familjen blomflugor. Inga underarter finns listade i Catalogue of Life.